# MOK Rijeka w europejskich pucharach
MOK Rijeka w europejskich pucharach występował sześciokrotnie.

## Lista spotkań w europejskich pucharach

### Puchar CEV 1992/1993
| Runda               | Data       | Miejsce spotkania | Przeciwnik       | Wynik spotkania                |
| ------------------- | ---------- | ----------------- | ---------------- | ------------------------------ |
| Faza kwalifikacyjna | 03.10.1992 | Rijeka            | Andi Pazardżik   | 3:1 (15:3, 15:11, 15:17, 15:8) |
| Faza kwalifikacyjna | 10.10.1992 | Pazardżik         | Andi Pazardżik   | 3:1 (11:15, 15:6, 15:11, 15:6) |
| 1/16 finału         | 07.11.1992 | Tel Awiw-Jafa     | Maccabi Tel Awiw | 0:3 (4:15, 12:15, 2:15)        |
| 1/16 finału         | 14.11.1992 | Rijeka            | Maccabi Tel Awiw | 1:3 (8:15, 15:11, 10:15, 1:15) |

### Puchar CEV 1993/1994
| Runda                   | Data       | Miejsce spotkania | Przeciwnik     | Wynik spotkania          |
| ----------------------- | ---------- | ----------------- | -------------- | ------------------------ |
| II runda kwalifikacyjna | 10.11.1993 | Rijeka            | Pafiakos Pafos | 0:3 (16:17, 12:15, 5:15) |
| II runda kwalifikacyjna | 12.11.1993 | Pafos             | Pafiakos Pafos | 0:3 (6:15, 14:16, 6:15)  |

### Puchar CEV 1994/1995
| Runda                   | Data       | Miejsce spotkania | Przeciwnik       | Wynik spotkania                      |
| ----------------------- | ---------- | ----------------- | ---------------- | ------------------------------------ |
| I runda kwalifikacyjna  | 01.10.1994 | Rijeka            | OK Strumica      | 3:0 (15:6, 15:12, 15:3)              |
| I runda kwalifikacyjna  | 08.10.1994 | Strumica          | OK Strumica      | 2:3 (15:8, 6:15, 15:10, 2:15, 8:15)  |
| II runda kwalifikacyjna | 05.11.1994 | Segedyn           | Medikémia Szeged | 0:3 (4:15, 7:15, 7:15)               |
| II runda kwalifikacyjna | 12.11.1994 | Rijeka            | Medikémia Szeged | 2:3 (13:15, 15:13, 15:5, 6:15, 4:15) |

### Puchar CEV 2000/2001
| Runda               | Data       | Miejsce spotkania | Przeciwnik      | Wynik spotkania           |
| ------------------- | ---------- | ----------------- | --------------- | ------------------------- |
| Faza kwalifikacyjna | 24.11.2000 | Rijeka            | Aalborg HIK     | 3:0 (25:21, 25:16, 25:12) |
| Faza kwalifikacyjna | 25.11.2000 | Rijeka            | Bayer Wuppertal | 0:3 (19:25, 20:25, 24:26) |
| Faza kwalifikacyjna | 26.11.2000 | Rijeka            | Panellinios GS  | 0:3 (16:25, 22:25, 23:25) |

### Puchar CEV 2005/2006
| Runda               | Data       | Miejsce spotkania | Przeciwnik                      | Wynik spotkania           |
| ------------------- | ---------- | ----------------- | ------------------------------- | ------------------------- |
| Faza kwalifikacyjna | 11.11.2005 | Topolšica         | Wkręt-met Domex AZS Częstochowa | 0:3 (19:25, 15:25, 18:25) |
| Faza kwalifikacyjna | 12.11.2005 | Topolšica         | Šoštanj Topolšica               | 0:3 (16:25, 26:28, 16:25) |
| Faza kwalifikacyjna | 13.11.2005 | Topolšica         | Arkas Spor Izmir                | 0:3 (16:25, 20:25, 23:25) |

### Puchar CEV 2017/2018
| Runda       | Data       | Miejsce spotkania | Przeciwnik                   | Wynik spotkania                  |
| ----------- | ---------- | ----------------- | ---------------------------- | -------------------------------- |
| 1/32 finału | 22.11.2017 | Rijeka            | Jedinstvo Bemax Bijelo Polje | 0:3 (22:25, 18:25, 19:25)        |
| 1/32 finału | 30.11.2017 | Bijelo Polje      | Jedinstvo Bemax Bijelo Polje | 1:3 (19:25, 28:26, 14:25, 18:25) |

## Bilans spotkań

### sezon po sezonie
| Sezon     | Puchar     | Osiągnięcie             | Mecze         | Mecze   | Mecze   | Sety         | Sety    | Sety      |
| Sezon     | Puchar     | Osiągnięcie             | Liczba meczów | Wygrane | Porażki | Liczba setów | Wygrane | Przegrane |
| --------- | ---------- | ----------------------- | ------------- | ------- | ------- | ------------ | ------- | --------- |
| 1992/1993 | Puchar CEV | 1/16 finału             | 4             | 2       | 2       | 15           | 7       | 8         |
| 1993/1994 | Puchar CEV | II runda kwalifikacyjna | 2             | 0       | 2       | 6            | 0       | 6         |
| 1994/1995 | Puchar CEV | II runda kwalifikacyjna | 4             | 1       | 3       | 16           | 7       | 9         |
| 2000/2001 | Puchar CEV | faza kwalifikacyjna     | 3             | 1       | 2       | 9            | 3       | 6         |
| 2005/2006 | Puchar CEV | faza kwalifikacyjna     | 3             | 0       | 3       | 9            | 0       | 9         |
| 2017/2018 | Puchar CEV | 1/32 finału             | 2             | 0       | 2       | 7            | 1       | 6         |
| Razem     | Razem      | Razem                   | 18            | 4       | 14      | 62           | 18      | 44        |

### według imprezy
| Puchar                 | Mecze         | Mecze   | Mecze   | Sety         | Sety    | Sety      |
| Puchar                 | Liczba meczów | Wygrane | Porażki | Liczba setów | Wygrane | Przegrane |
| ---------------------- | ------------- | ------- | ------- | ------------ | ------- | --------- |
| Puchar CEV             | 2             | 0       | 2       | 7            | 1       | 6         |
| Puchar CEV (1980-2007) | 16            | 4       | 12      | 55           | 17      | 38        |
| Razem                  | 18            | 4       | 14      | 62           | 18      | 44        |